# Zourafa
Zourafa (griechisch Ζουράφα), auch Ladoxera (Λαδόξερα), ist eine kleine, felsige Insel im Thrakischen Meer in der nördlichen Ägäis. Die unbewohnte, nur mit einem Leuchtturm bebaute Insel gehört zum Gemeindegebiet von Samothraki. Sie ist Teil des thrakischen Archipels und das nordöstlichste griechische Hoheitsgebiet in der Ägäis. Zourafa ist Teil eines Natura-2000-Schutzgebietes.

## Geografie
Zourafa liegt 11 Kilometer östlich von Skepasto, der Nordostspitze der Insel Samothraki, und 41 Kilometer südlich der Hafenstadt Alexandroupoli auf dem griechischen Festland. Die Insel hat eine Fläche von 0,125 km2. Zourafa erhebt sich auf einem 30 Meter langen Unterwasserriff, dem Überrest einer vulkanischen Insel, die sich durch Erosion allmählich verkleinerte. Segler werden vor den Untiefen in der Nähe der Insel gewarnt.
Zourafa wird von Griechenland verwaltet. 2011 berichtete die griechische Presse, dass die Türkei Anspruch auf die Insel erhebe.

## Name

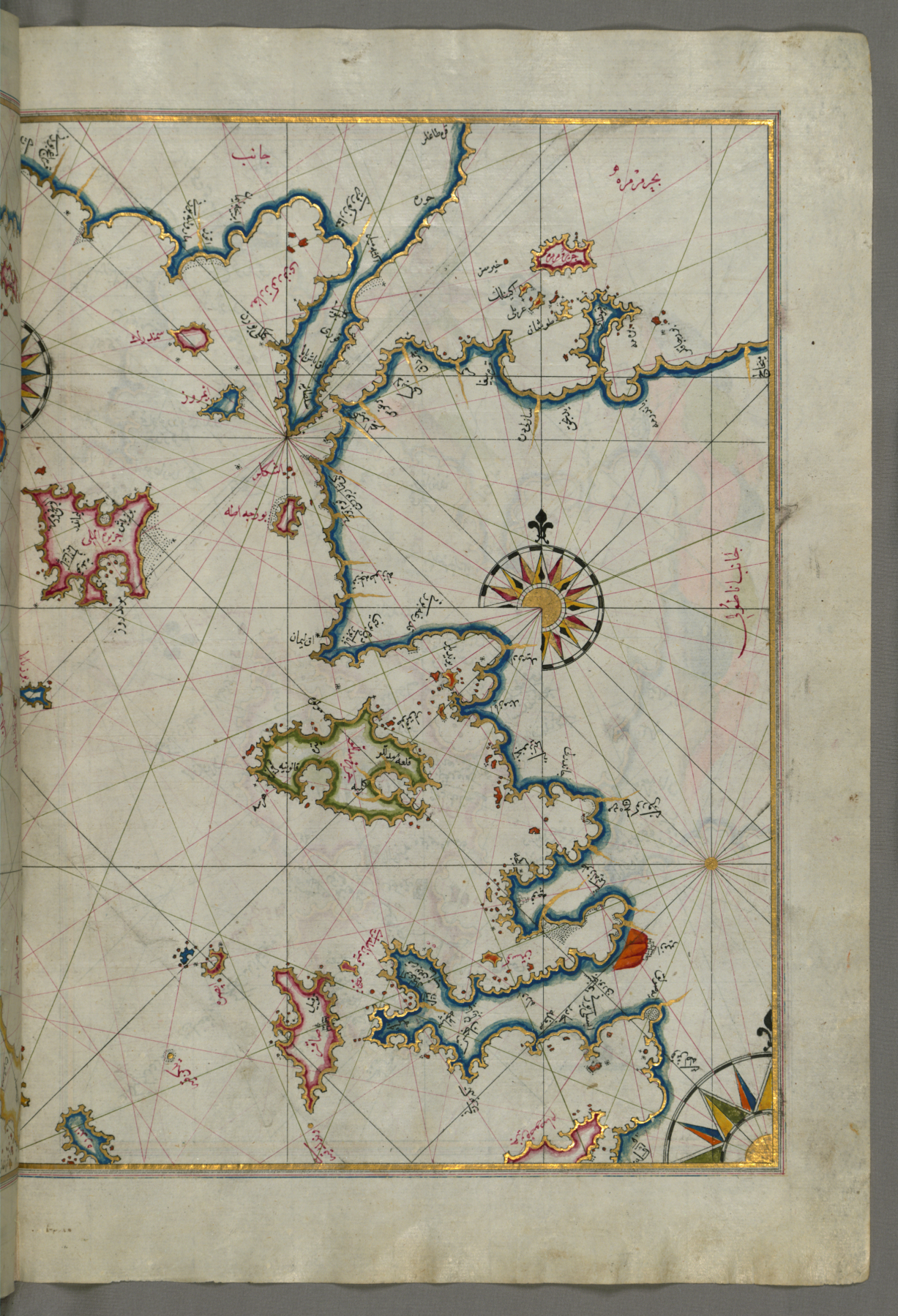
Seite der Seekarte des Piri Reis (1521), auf der die nahe Insel Samothraki rot eingezeichnet ist und der Name erscheint

Die Bedeutung des Namens Zourafa ist nicht gesichert. Giorgos Lekakis, Autor von Samothraki: Holy Island, behauptet, dass er wahrscheinlich zusammengesetzt ist aus ζούρα ([vulkanisches] Gestein) und φα (sichtbar). Der Name erscheint auf einer osmanischen Seekarte, der Karte des Piri Reis, aus dem Jahr 1521 als Zürafa kaya, was ‚Giraffenfelsen‘ bedeutet. Der andere Name, Ladoxera (‚Ölfelsen‘), wurde der Insel von Seeleuten gegeben, die um die Insel häufig Öl sichteten.

## Leuchtturm
Der Leuchtturm von Zourafa wurde im Winter 2012 durch schweres Wetter zerstört und bis September 2013 wieder aufgebaut. Der neue Leuchtturm wird mit Solarenergie betrieben. Eine Ikone von Nikolaus von Myra, dem Schutzheiligen der Seefahrer, wurde weithin sichtbar angebracht.

## Schutzgebiet
Zourafa gehört zusammen mit dem Berg Fengari, dem Küstenbereich im Osten von Samothraki sowie dem angrenzenden Meer zu einem Natura-2000-Schutzgebiet. Das Gebiet wurde 2011 gemäß der Fauna-Flora-Habitat-Richtlinie zu einer Special Area of Conservation erklärt.